# The War Waif
The War Waif est un film muet américain réalisé par Allen Holubar et sorti en 1917.

## Fiche technique
- Réalisation : Allen Holubar
- Scénario : Maie B. Havey, d'après une histoire de Grace Helen Bailey
- Date de sortie : États-Unis : 1er février 1917

## Distribution
- Allen Holubar
- Zoe Rae
- Irene Hunt
- Eugene Walsh
- Nellie Allen
- Nanine Wright
- George C. Pearce